# Compulsion (film 2013)
Compulsion è un film canadese del 2013 diretto da Egidio Coccimiglio, remake del film sudcoreano 301/302 del 1995.

## Trama
La chef Amy usa la sua cucina per attirare le sue prede e trasformarle in vittime nei modi di gestire il potere e creare intimità, fino a quando non arriva la sua nuova vicina di casa Saffron, un'ex attrice bambina e Amy decide di dominarla pericolosamente.